# Prosoplus fergussoni
Prosoplus fergussoni là một loài bọ cánh cứng trong họ Cerambycidae.